# 潼川府
潼川府，北宋时设置的府。

潼川府在四川省的位置（1820年）

重和元年（1118年）升梓州置，治所在郪县（今四川省三台县）。下领十县：郪县、中江县、涪城县、射洪县、盐亭县、通泉县、飞鸟县、铜山县、东关县、永泰县，辖境相当今四川省三台、中江、射洪、盐亭等县地。属潼川府路。元朝时，属四川等处行中书省。明朝洪武九年（1376年）四月，降为潼川州。清朝雍正十二年（1734年），复升为府。治所在三台县，領縣八。三臺縣、射洪縣、鹽亭縣、中江縣、遂寧縣、蓬溪縣、安岳縣、樂至縣。1913年废。